# Ficus hederacea
Ficus hederacea är en mullbärsväxtart som beskrevs av William Roxburgh. Ficus hederacea ingår i släktet fikonsläktet, och familjen mullbärsväxter. Inga underarter finns listade i Catalogue of Life.